# トマト退緑萎縮ウイロイド
トマト退緑萎縮ウイロイド（トマトたいりょくいしゅくウイロイド、Tomato chlorotic dwarf viroid; TCDVd）は主にトマト、ジャガイモ等ナス科植物に感染するウイロイドである。ジャガイモやせいもウイロイドの近縁種である。略称はTCDVd。

## 概要
TCDVdはポスピウイロイド属に分類されるジャガイモやせいもウイロイド（PSTVd）の近縁種であり、1999年にPSTVdから独立した種であると提案されたウイロイドである。

## 発生状況
TCDVdは日本では2006年に広島県のトマトで初めて発生が確認された。
その後、千葉県、茨城県、神奈川県においても発生が報告されているが、いずれも適切な対策によって撲滅されている。
その他、国内ではペチュニアからの感染も確認されている。

## 宿主範囲・病徴
TCDVdはナス科のトマト、ナス、タバコ、ペチュニア、ジャガイモ、ダチュラ、キク科のシュンギク、クマツヅラ科のバーベナなどに感染する。
TCDVdに感染したトマトは株の萎縮、節間の短縮、縮葉、退緑、葉脈えそ、花器官の奇形、結実不良などを呈する。これらの病徴はトマトの品種によって異なる。
その他、ジャガイモなどにおいても病徴を示す。

## 伝染
TCDVdははトマト汁液を介して手指やハサミで伝染する。
また、マルハナバチによる伝染も確認されている。